# Fodboldturneringen 1891-92
Fodboldturneringen 1891–92 var den tredje sæson af den danske fodboldliga Fodboldturneringen, arrangeret af Dansk Boldspil-Union. Ligaen havde deltagelse af fem hold, der spillede en enkeltturnering alle-mod-alle. I tilfælde af uafgjort blev der spillet forlænget spilletid, og hvis stillingen derefter stadig var uafgjort, blev kampen spillet om.
Melchioraner Boldklubben trak sig fra turneringen i april 1892, og kampene mod Kjøbenhavns Boldklub og Østerbros Boldklub blev vundet af sidstnævnte klubber uden kamp (medregnet i stillingen med målscoren 0-0).
Tre hold endte lige på tre sejre, og derfor blev der ikke kåret nogen vinder af turneringen.

## Resultater
| Nr | Hold                     | K | V | U | T | Mf |   | Mi | +/- | P |
| -- | ------------------------ | - | - | - | - | -- | - | -- | --- | - |
| 1  | Akademisk Boldklub       | 4 | 3 | 0 | 1 | 14 | – | 7  | +7  | 6 |
| 1  | Østerbros Boldklub       | 4 | 3 | 0 | 1 | 8  | – | 6  | +2  | 6 |
| 1  | Kjøbenhavns Boldklub     | 4 | 3 | 0 | 1 | 5  | – | 5  | 0   | 6 |
| 4  | Boldklubben Frem         | 4 | 1 | 0 | 3 | 9  | – | 8  | +1  | 2 |
| 5  | Melchioraner Boldklubben | 4 | 0 | 0 | 4 | 2  | – | 12 | −10 | 0 |

 K: Kampe spillet, V: Vundne kampe, U: Uafgjorte kampe, T: Tabte kampe, Mf: Mål for, Mi: Mål imod, +/-: Måldifference, P: Point